# Corry Vonk

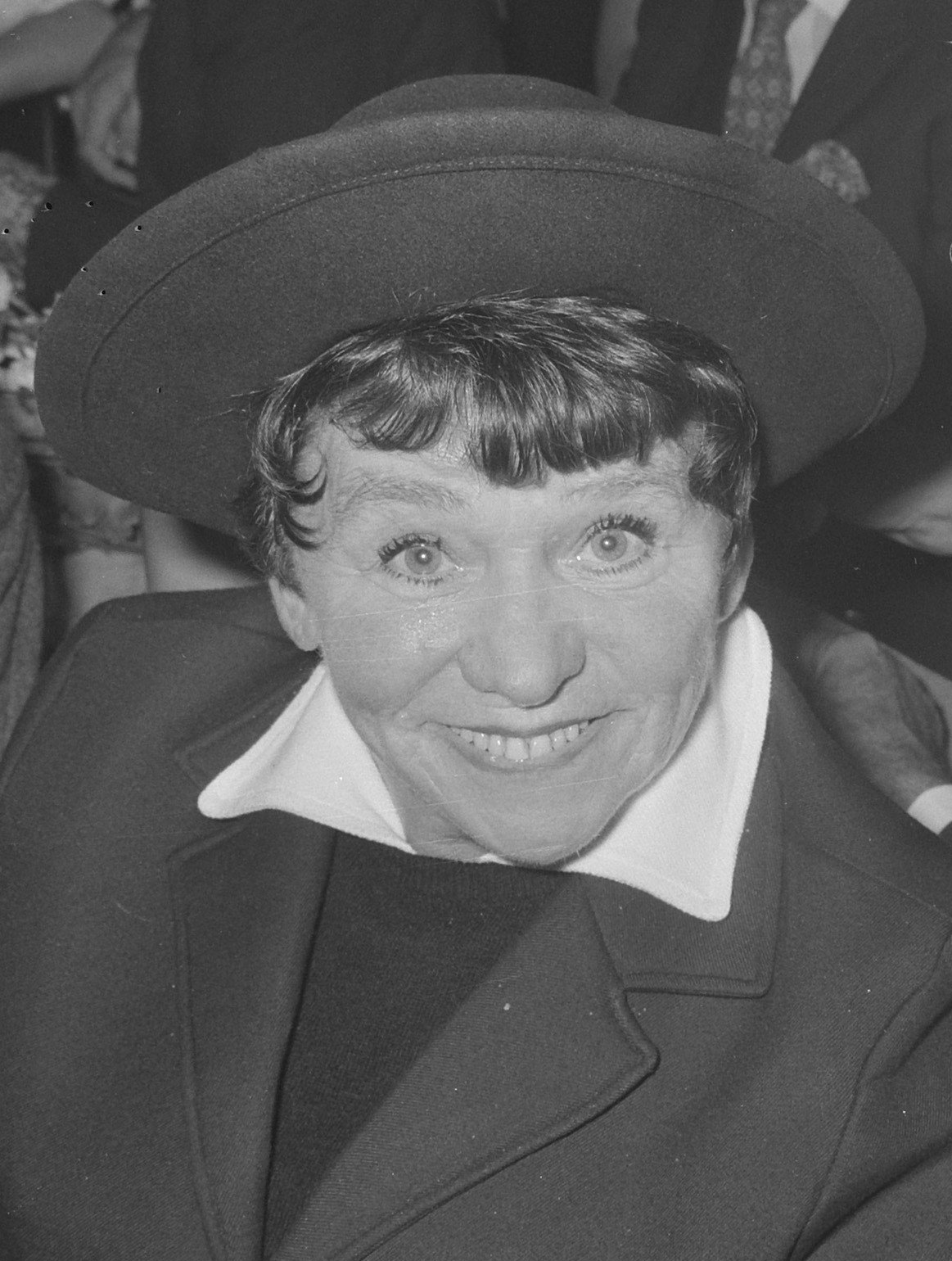
Corry Vonk, 1968

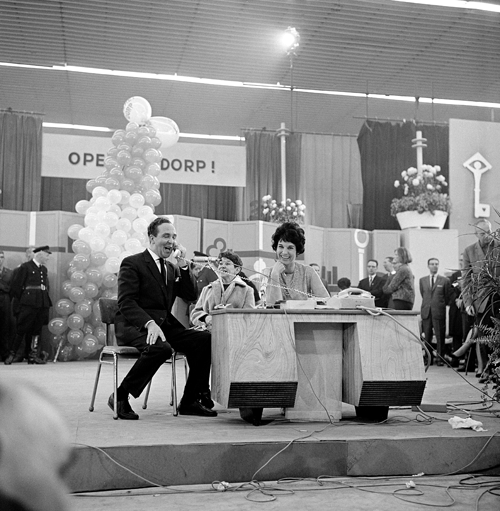
Corry Vonk (Mitte) mit Wim Kan und Mies Bouwman, 1962

Cornelia Diderika (Corry) Vonk (*  28. April 1901 in Amsterdam; † 31. Januar 1988 in Rheden) war eine niederländische Kabarettistin und Revuestar.

## Biografie
Ihr Vater war Inspizient am Theater Carré. Corry Vonk debütierte als Zwölfjährige bei Nap de la Mar und arbeitete später mit Louis Davids, Eduard Verkade und anderen. Mit dreizehn Jahren trat sie dem Kinderchor der Oper bei und sang u. a. in Carmen. Eine formale Theaterausbildung erhielt sie nie. Sie trat zu Ende der 1920er Jahre u. a. mit der Theatergesellschaft „De Speeldoos“ und im Centraal Theater unter Max von Gelder (1872–1942) auf und übernahm auch Operettenrollen. Im Jahr 1933 heiratete sie den fast zehn Jahre jüngeren Kabarettisten Wim Kan.
In den 1930er Jahren übernahm Vonk auch Rollen in niederländischen Spielfilmen wie Die bleiche Bet (1934) und Komödie ums Geld (1935) von Max Ophüls. Im selben Jahr gründete Wim Kan sein ABC-Cabaret, in dem Corry Vonk zunächst der große Star war. Für sie schrieb Wim Kan so bekannte Texte wie den Monolog Het konijn is dood (Das Kaninchen ist tot).
Das Kabarett-Ensemble mit Vonk und Kan brach im Dezember 1939 zu einer Tournee nach Niederländisch-Ostindien auf. Sie sollten erst mehr als sechs Jahre später in ihre Heimat zurückkehren; die Niederlande waren 1940 von den Deutschen besetzt worden, und während der Besetzung durch Japan war Corry Vonk im japanischen Internierungslager Tjihapit in Bandung inhaftiert. Schon bald einigte sie sich mit dem japanischen Lagerkommandanten, dass sie die offizielle Unterhalterin des Lagers werden sollte. Sie gab sich selbst den Titel Hancho Main Main (Kommandantin des Theaterspiels).
Mit ihrer Freundin Puck Meijer gründete sie die Kabarettgruppe „Les deux ânes“ (Die zwei Esel) und organisierte mit Freiwilligen regelmäßig musikalische Aufführungen. Die (von den Japanern untersagten) Eintrittsgelder waren für die Frauen im Lager bestimmt, die kein Geld mehr hatten. Außerdem half sie täglich in dem behelfsmäßigen Krankenhaus beim Waschen der Verbände und der Kleidung der Patienten. Ihre gute Laune und ihr liebevoller Einsatz waren ein Segen für ihre Mitgefangenen. Das brachte ihr auch den Respekt der japanischen Besatzer ein. Im Mai 1945 wurde sie in das Lager Makassar in Batavia verlegt.
Nach dem Krieg nimmt das ABC-Kabarett seine Arbeit wieder auf. Die Rolle einer älter werdenden Vonk geriet zunehmend in den Hintergrund. Trotzdem hatte sie noch große Erfolge, vor allem 1966 mit dem Lied Met me vlaggetje, me hoedje en me toeter („Mit meiner Fahne, meinem Hut und meiner Tröte“), das die Gefühle des Volkes bei der Verlobung von Prinzessin Beatrix und Claus van Amsberg zum Ausdruck brachte. Sie war auch gelegentlich während und stets nach der Oudejaarsconference ihres Mannes zu sehen, welche jeweils zu Silvester ausgestrahlt wurde. Im Jahr 1982 erlitt Corry Vonk eine Hirnblutung. Ein Jahr später starb Wim Kan. Vonk verbrachte die letzten Jahre ihres Lebens in Abgeschiedenheit. Sie starb 1988 im Alter von 86 Jahren. Sie wurde in Dieren (Provinz Gelderland) eingeäschert.

## Benennungen
- In Wageningen wurde die Corry Vonkstraat nach ihr benannt. In der Verlängerung liegt die Wim Kanstraat.
- In Spijkenisse ist eine städtische Grünfläche nach ihr benannt.
- In Aalsmeer, wo sie und ihr Mann jahrelang wohnten, gibt es den Corry Vonk Pad, grenzend an den Wim Kan Dreef.

## Auszeichnungen
- Widerstandsstern Ostasien.[1]